# Dominique Labroise
Dominique Jean Balthazar Labroise, né en 1728 à Sarrebourg, mort le  27 décembre 1808, est un sculpteur français. 

## Biographie
Il est le fils de Jean François Labroise et de Marie Anne Cherrière
En 1760 il épouse Marie Jeanne Dufau de Vergaville, avec qui il aura 12 enfants dont:
- Joseph Labroise (1761-1836) sculpteur

Les Labroise père et fils ont réalisé de nombreux mobiliers d'église en Lorraine.
Il sera ruiné par la vente des biens nationaux.

## Référence
1. 1 2  « Biographie », sur ac-nancy-metz.fr via Wikiwix (consulté le 12 octobre 2023).
2. ↑  Guide Vert Michelin de la Moselle 2007  (ISBN 206712918X) p153